# ریچ کرونین
ریچ کرونین (انگلیسی: Rich Cronin؛ ۳۰ اوت ۱۹۷۴ – ۸ سپتامبر ۲۰۱۰) یک موسیقی‌دان اهل ایالات متحده آمریکا بود. وی بین سال‌های ۱۹۹۵ تا ۲۰۱۰ میلادی فعالیت می‌کرد.کرونین خواننده اصلی ال‌اف‌او (گروه موسیقی) بود. او مدتی با جنیفر لاو هیوت هنرپیشه رابطه داشت و ترانه دختری در تلویزیون را برای او نوشت. کرونین در سال ۲۰۰۷ وقتی پی به سرطان خود برد یک موسسه برای بیماران سرطانی تاسیس کرد.سرانجم در سال ۲۰۱۰ میلادی در اثر ابتلا به سرطان در سن ۳۶ سالگی درگذشت. 